# Allactoneura papuensis
Allactoneura papuensis är en tvåvingeart som beskrevs av Bechev 1995. Allactoneura papuensis ingår i släktet Allactoneura och familjen svampmyggor.
Artens utbredningsområde är Irian Jaya. Inga underarter finns listade i Catalogue of Life.